# Ausztria az 1964. évi téli olimpiai játékokon
Ausztria az Innsbruckban megrendezett 1964. évi téli olimpiai játékok házigazda nemzeteként vett részt a versenyeken. Az országot az olimpián 10 sportágban 83 sportoló képviselte, akik összesen 12 érmet szereztek.

## Érmesek
| Érem  | Versenyző                                                  | Sportág     | Versenyszám            |
| ----- | ---------------------------------------------------------- | ----------- | ---------------------- |
| Arany | Egon Zimmermann                                            | Alpesisí    | Férfi lesiklás         |
| Arany | Pepi Stiegler                                              | Alpesisí    | Férfi műlesiklás       |
| Arany | Christl Haas                                               | Alpesisí    | Női lesiklás           |
| Arany | Josef Feistmantl Manfred Stengl                            | Szánkó      | Kettes                 |
| Ezüst | Karl Schranz                                               | Alpesisí    | Férfi óriás-műlesiklás |
| Ezüst | Edith Zimmermann                                           | Alpesisí    | Női lesiklás           |
| Ezüst | Erwin Thaler Adolf Koxeder Josef Nairz Reinhold Durnthaler | Bob         | Férfi négyes           |
| Ezüst | Regine Heitzer                                             | Műkorcsolya | Női egyéni             |
| Ezüst | Reinhold Senn Helmut Thaler                                | Szánkó      | Kettes                 |
| Bronz | Pepi Stiegler                                              | Alpesisí    | Férfi óriás-műlesiklás |
| Bronz | Traudl Hecher                                              | Alpesisí    | Női lesiklás           |
| Bronz | Leni Thurner                                               | Szánkó      | Női egyes              |

## Alpesisí
Férfi
| Versenyző       | Versenyszám      | Selejtező | Selejtező | Selejtező | Selejtező | Döntő    | Döntő    | Döntő    | Döntő    | Döntő         | Döntő         |
| Versenyző       | Versenyszám      | 1. futam  | 1. futam  | 2. futam  | 2. futam  | 1. futam | 1. futam | 2. futam | 2. futam | Összesítés    | Összesítés    |
| Versenyző       | Versenyszám      | Idő       | Hely.     | Idő       | Hely.     | Idő      | Hely.    | Idő      | Hely.    | Idő           | Helyezés      |
| --------------- | ---------------- | --------- | --------- | --------- | --------- | -------- | -------- | -------- | -------- | ------------- | ------------- |
| Hias Leitner    | Műlesiklás       | 54,90     | 20.*      |           |           | 1:17,07  | 29.      | 1:02,57  | 12.      | 2:19,64       | 21.           |
| Heini Messner   | Lesiklás         |           |           |           |           |          |          |          |          | 2:20,74       | 10.           |
| Gerhard Nenning | Lesiklás         |           |           |           |           |          |          |          |          | 2:19,98       | 7.            |
| Gerhard Nenning | Műlesiklás       | 53,60     | 10.       |           |           | 1:10,29  | 4.       | 1:02,91  | 13.      | 2:13,20       | 7.            |
| Gerhard Nenning | Óriás-műlesiklás |           |           |           |           |          |          |          |          | 1:49,68       | 6.            |
| Karl Schranz    | Lesiklás         |           |           |           |           |          |          |          |          | 2:20,98       | 11.           |
| Karl Schranz    | Műlesiklás       | 53,55     | 8.        |           |           | 1:10,04  | 2.       | 1:11,54  | 36.      | 2:21,58       | 24.           |
| Karl Schranz    | Óriás-műlesiklás |           |           |           |           |          |          |          |          | 1:47,09       |               |
| Pepi Stiegler   | Műlesiklás       | 53,41     | 6.*       |           |           | 1:09,03  | 1.       | 1:02,10  | 8.       | 2:11,13       |               |
| Pepi Stiegler   | Óriás-műlesiklás |           |           |           |           |          |          |          |          | 1:48,05       |               |
| Egon Zimmermann | Lesiklás         |           |           |           |           |          |          |          |          | 2:18,16       |               |
| Egon Zimmermann | Óriás-műlesiklás |           |           |           |           |          |          |          |          | nem ért célba | nem ért célba |

Női
| Versenyző          | Versenyszám      | 1. futam      | 1. futam      | 2. futam      | 2. futam      | Összesítés | Összesítés |
| Versenyző          | Versenyszám      | Idő           | Hely.         | Idő           | Hely.         | Idő        | Helyezés   |
| ------------------ | ---------------- | ------------- | ------------- | ------------- | ------------- | ---------- | ---------- |
| Christl Haas       | Lesiklás         |               |               |               |               | 1:55,39    |            |
| Christl Haas       | Műlesiklás       | 46,43         | 10.           | 48,68         | 5.            | 1:35,11    | 6.         |
| Christl Haas       | Óriás-műlesiklás |               |               |               |               | 1:53,86    | 4.         |
| Traudl Hecher      | Lesiklás         |               |               |               |               | 1:56,66    |            |
| Traudl Hecher      | Műlesiklás       | 44,52         | 3.            | nem ért célba | nem ért célba | kiesett    | kiesett    |
| Traudl Hecher      | Óriás-műlesiklás |               |               |               |               | 1:54,55    | 8.         |
| Marianne Jahn-Nutt | Műlesiklás       | nem ért célba | nem ért célba | kiesett       | kiesett       | kiesett    | kiesett    |
| Marianne Jahn-Nutt | Óriás-műlesiklás |               |               |               |               | 1:55,95    | 13.        |
| Edda Kainz         | Lesiklás         |               |               |               |               | 2:02,69    | 22.        |
| Edith Zimmermann   | Lesiklás         |               |               |               |               | 1:56,42    |            |
| Edith Zimmermann   | Műlesiklás       | 46,24         | 9.            | 48,03         | 4.            | 1:34,27    | 5.         |
| Edith Zimmermann   | Óriás-műlesiklás |               |               |               |               | 1:54,21    | 6.         |

* - egy másik versenyzővel azonos eredményt ért el

## Biatlon
| Versenyző           | Lövőhiba      | Időeredmény   | Helyezés      |
| ------------------- | ------------- | ------------- | ------------- |
| Paul Ernst          | nem ért célba | nem ért célba | nem ért célba |
| Hansjörg Farbmacher | 4             | 1:36:11,3     | 28.           |
| Adolf Scherwitzl    | 6             | 1:48:12,7     | 41.           |
| Walter Müller       | 7             | 1:39:12,3     | 34.           |

## Bob
| Versenyző                                                  | Versenyszám | 1. futam | 1. futam | 2. futam | 2. futam | 3. futam | 3. futam | 4. futam | 4. futam | Összesítés | Összesítés |
| Versenyző                                                  | Versenyszám | Idő      | Hely.    | Idő      | Hely.    | Idő      | Hely.    | Idő      | Hely.    | Idő        | Helyezés   |
| ---------------------------------------------------------- | ----------- | -------- | -------- | -------- | -------- | -------- | -------- | -------- | -------- | ---------- | ---------- |
| Erwin Thaler Josef Nairz                                   | Kettes      | 1:05,72  | 4.       | 1:06,98  | 11.      | 1:06,48  | 8.       | 1:06,33  | 5.       | 4:25,51    | 8.         |
| Franz Isser Reinhold Durnthaler                            | Kettes      | 1:06,94  | 11.      | 1:06,71  | 9.       | 1:07,40  | 15.      | 1:07,04  | 10.      | 4:28,09    | 9.         |
| Erwin Thaler Adolf Koxeder Josef Nairz Reinhold Durnthaler | Négyes      | 1:03,67  | 3.       | 1:03,94  | 3.       | 1:03,74  | 3.       | 1:04,13  | 3.       | 4:15,48    |            |
| Paul Aste Herbert Gruber Andreas Arnold Hans Stoll         | Négyes      | 1:04,65  | 14.      | 1:04,40  | 9.       | 1:04,43  | 6.*      | 1:04,25  | 4.*      | 4:17,73    | 7.         |

* - egy másik csapattal azonos eredményt ért el

## Északi összetett
| Versenyző             | Síugrás  | Síugrás  | Síugrás  | Síugrás  | Síugrás  | Síugrás  | Síugrás | Síugrás | Sífutás | Sífutás | Sífutás | Összesítés | Összesítés |
| Versenyző             | 1. ugrás | 1. ugrás | 2. ugrás | 2. ugrás | 3. ugrás | 3. ugrás | Össz.   | Össz.   | Sífutás | Sífutás | Sífutás | Összesítés | Összesítés |
| Versenyző             | Távolság | Pont     | Távolság | Pont     | Távolság | Pont     | Pont    | Hely.   | Idő     | Pont    | Hely.   | Pont       | Helyezés   |
| --------------------- | -------- | -------- | -------- | -------- | -------- | -------- | ------- | ------- | ------- | ------- | ------- | ---------- | ---------- |
| Waldemar Heigenhauser | 67,5     | 105,4    | 67,0     | 105,0    | 56,0     | (83,7)   | 210,4   | 11.     | 56:24,1 | 168,32  | 25.     | 378,72     | 19.        |
| Leopold Kohl          | 57,0     | 82,2     | 56,0     | (74,9)   | 64,5     | 99,4     | 181,6   | 25.     | 57:09,8 | 160,26  | 29.     | 341,86     | 28.        |
| Willi Köstinger       | 70,5     | 113,8    | 65,0     | (101,0)  | 66,5     | 111,7    | 225,5   | 5.      | 54:35,5 | 188,18  | 18.     | 413,68     | 10.        |
| Franz Scherübl        | 53,5     | (75,2)   | 54,5     | 76,6     | 61,0     | 93,0     | 169,6   | 27.     | 56:19,9 | 169,00  | 24.     | 338,60     | 29.        |

## Gyorskorcsolya
Férfi
| Versenyző        | Versenyszám | Eredmény | Helyezés |
| ---------------- | ----------- | -------- | -------- |
| Erich Korbel     | 1500 m      | kizárták | kizárták |
| Josef Reisinger  | 1500 m      | 2:27,8   | 51.      |
| Reinhold Seeböck | 5000 m      | 8:29,6   | 37.      |
| Gerhard Strutz   | 5000 m      | 8:50,4   | 42.      |
| Hermann Strutz   | 1500 m      | 2:18,0   | 33.      |
| Hermann Strutz   | 5000 m      | 7:48,3   | 5.       |
| Hermann Strutz   | 10 000 m    | 16:42,6  | 11.      |
| Peter Toyfl      | 500 m       | 43,7     | 36.      |
| Peter Toyfl      | 1500 m      | 2:24,2   | 48.      |
| Manfred Zojer    | 500 m       | 43,5     | 35.      |

## Jégkorong
| Osztrák férfi jégkorongcsapat-játékoskeret                                                          | Osztrák férfi jégkorongcsapat-játékoskeret                                                          | Osztrák férfi jégkorongcsapat-játékoskeret                                                  |
| --------------------------------------------------------------------------------------------------- | --------------------------------------------------------------------------------------------------- | ------------------------------------------------------------------------------------------- |
| - Adolf Bachura - Horst Kakl - Dieter Kalt - Christian Kirchberger - Hermann Knoll - Eduard Mössmer | - Tassilo Neuwirth - Alfred Püls - Sepp Puschnig - Erich Romauch - Fritz Spielmann - Sel Saint John | - Gustav Tischer - Friedrich Turek - Fritz Wechselberger - Erich Winkler - Walter Znenahlik |

### Eredmények
Selejtező
| 1964. január 28. | Ausztria (AUT) | 2 – 8 (0–3, 1–3, 1–2) | Finnország | Innsbruck |

|  |  |  |  |  |
|  |  |  |  |  |
|  |  |  |  |  |
|  |  |  |  |  |

Helyosztó csoportkör
| 1964. január 30. | Ausztria (AUT) | 6 – 2 (2–0, 2–0, 2–2) | Jugoszlávia | Innsbruck |

|  |  |  |  |  |
|  |  |  |  |  |
|  |  |  |  |  |
|  |  |  |  |  |

| 1964. február 1. | Ausztria (AUT) | 3 – 0 (1–0, 0–0, 2–0) | Magyarország | Innsbruck |

|  |  |  |  |  |
|  |  |  |  |  |
|  |  |  |  |  |
|  |  |  |  |  |

| 1964. február 3. | Ausztria (AUT) | 5 – 5 (1–3, 1–1, 3–1) | Japán | Innsbruck |

|  |  |  |  |  |
|  |  |  |  |  |
|  |  |  |  |  |
|  |  |  |  |  |

| 1964. február 5. | Ausztria (AUT) | 2 – 5 (1–0, 1–4, 0–1) | Románia | Innsbruck |

|  |  |  |  |  |
|  |  |  |  |  |
|  |  |  |  |  |
|  |  |  |  |  |

| 1964. február 6. | Ausztria (AUT) | 5 – 3 (1–1, 1–1, 3–1) | Olaszország | Innsbruck |

|  |  |  |  |  |
|  |  |  |  |  |
|  |  |  |  |  |
|  |  |  |  |  |

| 1964. február 8. | Ausztria (AUT) | 2 – 8 (0–2, 1–3, 1–3) | Norvégia | Innsbruck |

|  |  |  |  |  |
|  |  |  |  |  |
|  |  |  |  |  |
|  |  |  |  |  |

| 1964. február 9. | Ausztria (AUT) | 1 – 5 (0–2, 0–1, 1–2) | Lengyelország | Innsbruck |

|  |  |  |  |  |
|  |  |  |  |  |
|  |  |  |  |  |
|  |  |  |  |  |

Végeredmény
| Csapat        | M | Gy | D | V | G+ | G– | Gk  | P  |
| ------------- | - | -- | - | - | -- | -- | --- | -- |
| Lengyelország | 7 | 6  | 0 | 1 | 40 | 13 | +27 | 12 |
| Norvégia      | 7 | 5  | 0 | 2 | 40 | 19 | +21 | 10 |
| Japán         | 7 | 4  | 1 | 2 | 35 | 31 | +4  | 9  |
| Románia       | 7 | 3  | 1 | 3 | 31 | 28 | +3  | 7  |
| Ausztria      | 7 | 3  | 1 | 3 | 24 | 28 | –4  | 7  |
| Jugoszlávia   | 7 | 3  | 1 | 3 | 29 | 37 | –8  | 7  |
| Olaszország   | 7 | 2  | 0 | 5 | 24 | 42 | –18 | 4  |
| Magyarország  | 7 | 0  | 0 | 7 | 14 | 39 | –25 | 0  |

| Csapat   | Helyezés |
| -------- | -------- |
| Ausztria | 13.      |

## Műkorcsolya
| Versenyző                          | Versenyszám  | Kötelező elemek   | Kötelező elemek | Kűr               | Kűr   | Összesítés                     | Összesítés                     | Összesítés                     | Összesítés                     | Összesítés                     | Összesítés                     | Összesítés                     | Összesítés                     | Összesítés                     | Összesítés        | Összesítés        | Összesítés  | Összesítés | Összesítés |
| Versenyző                          | Versenyszám  | Kötelező elemek   | Kötelező elemek | Kűr               | Kűr   | Helyezési pontszámok bírónként | Helyezési pontszámok bírónként | Helyezési pontszámok bírónként | Helyezési pontszámok bírónként | Helyezési pontszámok bírónként | Helyezési pontszámok bírónként | Helyezési pontszámok bírónként | Helyezési pontszámok bírónként | Helyezési pontszámok bírónként | Több. hely. száma | Több. hely. össz. | Hely. össz. | Pont       | Helyezés   |
| Versenyző                          | Versenyszám  | Több. hely. száma | Hely.           | Több. hely. száma | Hely. | 1                              | 2                              | 3                              | 4                              | 5                              | 6                              | 7                              | 8                              | 9                              | Több. hely. száma | Több. hely. össz. | Hely. össz. | Pont       | Helyezés   |
| ---------------------------------- | ------------ | ----------------- | --------------- | ----------------- | ----- | ------------------------------ | ------------------------------ | ------------------------------ | ------------------------------ | ------------------------------ | ------------------------------ | ------------------------------ | ------------------------------ | ------------------------------ | ----------------- | ----------------- | ----------- | ---------- | ---------- |
| Emmerich Danzer                    | Férfi egyéni | 6×5+              | 5.              | 6×3+              | 3.    | 5,0                            | 5,0                            | 5,0                            | 5,0                            | 5,0                            | 3,0                            | 5,0                            | 5,0                            | 4,0                            | 9×5+              | 42,0              | 42,0        | 1824,0     | 5.         |
| Peter Jonas                        | Férfi egyéni | 5×10+             | 9.              | 5×6+              | 6.    | 6,0                            | 6,0                            | 6,0                            | 13,0                           | 14,0                           | 8,0                            | 10,0                           | 9,0                            | 7,0                            | 5×8+              | 33,0              | 79,0        | 1752,0     | 7.         |
| Wolfgang Schwarz                   | Férfi egyéni | 5×16+             | 17.             | 6×13.5+           | 13.   | 15,0                           | 15,0                           | 13,0                           | 16,0                           | 15,0                           | 12,0                           | 14,0                           | 18,0                           | 9,0                            | 7×15+             | 93,0              | 127,0       | 1695,9     | 15.        |
| Regine Heitzer                     | Női egyéni   | 6×2+              | 2.              | 5×5+              | 5.    | 2,0                            | 2,0                            | 3,0                            | 2,0                            | 3,0                            | 3,0                            | 2,0                            | 3,0                            | 2,0                            | 5×2+              | 10,0              | 22,0        | 1945,5     |            |
| Helli Sengstschmid                 | Női egyéni   | 6×17+             | 18.             | 6×4+              | 3.    | 6,0                            | 9,0                            | 12,0                           | 10,0                           | 14,0                           | 11,0                           | 8,0                            | 6,0                            | 9,0                            | 5×9+              | 38,0              | 85,0        | 1782,1     | 9.         |
| Ingrid Ostler                      | Női egyéni   | 5×16+             | 16.             | 5×19+             | 20.   | 19,0                           | 20,0                           | 15,0                           | 22,0                           | 16,0                           | 26,0                           | 15,0                           | 23,0                           | 15,0                           | 5×19+             | 80,0              | 171,0       | 1684,8     | 20.        |
| Gerlinde Schönbauer Wilhelm Bietak | Páros        |                   |                 |                   |       | 11,0                           | 11,0                           | 12,0                           | 15,5                           | 6,0                            | 14,5                           | 14,0                           | 12,0                           | 12,0                           | 6×12+             | 64,0              | 108,0       | 87,7       | 12.        |
| Ingeborg Strell Ferdinand Dedovich | Páros        |                   |                 |                   |       | 15,0                           | 15,0                           | 15,5                           | 10,5                           | 15,0                           | 17,0                           | 15,0                           | 13,0                           | 13,0                           | 7×15+             | 96,5              | 129,0       | 83,6       | 15.        |

## Sífutás
Férfi
| Versenyző                                                    | Versenyszám     | Eredmény      | Helyezés      |
| ------------------------------------------------------------ | --------------- | ------------- | ------------- |
| Hansjörg Farbmacher                                          | 30 km           | 1:41:37,1     | 36.           |
| Andreas Janc                                                 | 30 km           | 1:40:23,3     | 31.           |
| Andreas Janc                                                 | 50 km           | 2:58:43,8     | 21.           |
| Anton Kogler                                                 | 15 km           | 59:10,6       | 53.           |
| Hermann Lackner                                              | 15 km           | 58:04,0       | 48.           |
| Hermann Mayr                                                 | 30 km           | 1:48:53,3     | 56.           |
| Hermann Mayr                                                 | 50 km           | 3:08:48,6     | 33.           |
| Günther Rieger                                               | 15 km           | 1:01:07,3     | 59.           |
| Hubert Schrott                                               | 15 km           | 59:01,7       | 52.           |
| Franz Vetter                                                 | 30 km           | nem ért célba | nem ért célba |
| Günther Rieger Hansjörg Farbmacher Anton Kogler Andreas Janc | 4 × 10 km váltó | 2:34:48,9     | 11.           |

Női
| Versenyző       | Versenyszám | Eredmény | Helyezés |
| --------------- | ----------- | -------- | -------- |
| Heiderun Ludwig | 5 km        | 20:11,3  | 20.      |
| Heiderun Ludwig | 10 km       | 47:27,6  | 25.      |

## Síugrás
| Versenyző         | Versenyszám | 1. ugrás | 1. ugrás | 1. ugrás | 2. ugrás | 2. ugrás | 2. ugrás | 3. ugrás | 3. ugrás | 3. ugrás | Összesítés | Összesítés |
| Versenyző         | Versenyszám | Távolság | Pont     | Hely.    | Távolság | Pont     | Hely.    | Távolság | Pont     | Hely.    | Pont       | Helyezés   |
| ----------------- | ----------- | -------- | -------- | -------- | -------- | -------- | -------- | -------- | -------- | -------- | ---------- | ---------- |
| Willi Egger       | Normálsánc  | 71,5     | (91,7)   | 44.      | 71,0     | 94,5     | 42.*     | 71,5     | 92,9     | 41.      | 187,4      | 44.        |
| Willi Egger       | Nagysánc    | 86,5     | 100,0    | 20.      | 87,0     | 106,0    | 4.*      | 80,5     | (98,7)   | 12.      | 206,0      | 12.        |
| Sepp Lichtenegger | Normálsánc  | 74,5     | (93,4)   | 40.      | 75,0     | 102,1    | 13.*     | 75,0     | 103,3    | 8.       | 205,4      | 11.        |
| Sepp Lichtenegger | Nagysánc    | 77,5     | (48,9)~  | 51.      | 87,0     | 102,0    | 17.      | 68,0     | 77,9     | 47.      | 179,9      | 43.        |
| Otto Leodolter    | Normálsánc  | 72,0     | (96,4)   | 27.      | 74,0     | 99,7     | 21.*     | 72,0     | 97,6     | 27.*     | 197,3      | 28.*       |
| Otto Leodolter    | Nagysánc    | 87,0     | 101,1    | 16.      | 85,0     | 102,9    | 14.      | 73,5     | (88,9)   | 31.*     | 204,0      | 17.        |
| Baldur Preiml     | Normálsánc  | 75,0     | 101,1    | 13.      | 76,0     | 103,5    | 10.      | 73,5     | (99,2)   | 21.*     | 204,6      | 13.        |
| Baldur Preiml     | Nagysánc    | 84,5     | (96,1)   | 30.      | 87,0     | 106,0    | 4.*      | 78,0     | 97,2     | 16.      | 203,2      | 18.        |

* - egy másik versenyzővel azonos eredményt ért el

~ - az ugrás során elesett

## Szánkó
| Versenyző                       | Versenyszám | 1. futam | 1. futam | 2. futam      | 2. futam      | 3. futam | 3. futam | 4. futam | 4. futam | Összesítés | Összesítés |
| Versenyző                       | Versenyszám | Idő      | Hely.    | Idő           | Hely.         | Idő      | Hely.    | Idő      | Hely.    | Idő        | Helyezés   |
| ------------------------------- | ----------- | -------- | -------- | ------------- | ------------- | -------- | -------- | -------- | -------- | ---------- | ---------- |
| Josef Feistmantl                | Férfi egyes | 52,14    | 4.       | 52,58         | 4.            | 53,51    | 8.       | 53,11    | 3.       | 3:31,34    | 5.         |
| Manfred Schmid                  | Férfi egyes | 53,27    | 10.      | 52,86         | 7.            | 53,82    | 12.      | 54,09    | 13.      | 3:34,04    | 9.         |
| Reinhold Senn                   | Férfi egyes | 52,32    | 5.       | 1:03,85       | 28.           | 53,43    | 7.       | 53,37    | 5.       | 3:42,97    | 21.        |
| Franz Tiefenbacher              | Férfi egyes | 53,31    | 11.      | 53,04         | 8.            | 54,00    | 13.      | 53,51    | 8.*      | 3:33,86    | 8.         |
| Antonia Lanthaler               | Női egyes   | 54,30    | 11.      | nem ért célba | nem ért célba | kiesett  | kiesett  | kiesett  | kiesett  | kiesett    | kiesett    |
| Friederike Matejka              | Női egyes   | 53,61    | 8.       | 52,98         | 5.            | 53,94    | 8.       | 54,15    | 9.       | 3:34,68    | 7.         |
| Leni Thurner                    | Női egyes   | 52,08    | 4.       | 52,08         | 3.            | 52,42    | 5.       | 52,48    | 3.       | 3:29,06    |            |
| Josef Feistmantl Manfred Stengl | Kettes      | 50,57    | 1.       | 51,05         | 2.            |          |          |          |          | 1:41,62    |            |
| Reinhold Senn Helmut Thaler     | Kettes      | 51,02    | 2.       | 50,89         | 1.            |          |          |          |          | 1:41,91    |            |